# Градиште (затричко)
Градиште или Затрич, је утврђење у Србији, чији се остаци налазе у близини насеља Затрић, десетак километара северно од Ораховца. Смештено је на врху званом Градиште, високом 1013 метара надморске висине, које доминира долином Белог Дрима и Призренском жупом. У историјским изворима нема података о њему, док Јастребов сматра да се ради још о старом византијском утврђењу, које било веће од Призренског и у коме је могло бити простора за више хиљада људи.

## Изглед утврде
Затрич се састоји од Горњег Града, смештеног на самом врху, око кога се ширило подграђе. Врх Градиште има облик који подсећа на оштар зуб или кљун, са јужном и источном страном заштићеном оштрим и неприступачним стенама, чија висина, на неким местима, достиже и по 50 метара. На његовој северној страни, налази се природна зараван, на којој су откривени остаци керамике и опеке, обриси четвороугаоних и вишеугаоних објеката, али основе кула односно рампи, које су повезивале подграђе са Горњим Градом.